# 溫德比離岸風力發電廠
溫德比離岸風力發電廠（英語：Vindeby Offshore Wind Farm）為全球第一座離岸風力發電廠，位置在丹麥洛蘭島西北方海域，距離海岸約2公里。該發電廠採用11部紅利能源（Bonus Energy）製造的450kW風力發電機，裝置容量為4.95MW。溫德比離岸風力發電廠於1991年落成，在使用約26年後，於2017年除役。

## 歷史
1987年，沃旭能源的前身之一Elkraft公司規劃在海上興建風力發電廠，1989年在洛蘭島附近的海域進行調查。
溫德比離岸風力發電廠於1991年開始營運，建造經費為7,500萬丹麥克朗（約1,000萬歐元），由SEAS和Elkraft共同建造。該發電廠有11部丹麥紅利能源生產的450kW風力發電機，使用11天完成架設。當時電力行業普遍認為離岸風力發電是件可笑的事，因為面對海上的鹽分，發電機的壽命將比陸上短許多，且該電廠的輸出功率比中央集中式的發電廠小得多。隨著時間的演進，人們對於離岸風力發電的態度有了明顯的變化，到了1997年，政府部門與業界對於離岸風力發電的發展展現積極態度，準備大舉投入。
在溫德比離岸風力發電廠之前，在瑞典水域曾經架起了一台風力發電機。但溫德比離岸風力發電廠是第一個有多台風力發電機組合而成的「發電廠」。1995年，位於丹麥聰島，與溫德比離岸風力發電廠規模接近的Tunø Knob離岸風力發電廠完成設置。溫德比離岸風力發電廠的開發經驗有助於以更便宜的方式來建置離岸風力發電廠。
丹麥政府給予溫德比離岸風力發電廠的特許經營期為1991年至2016年，為期25年。在2016年，沃旭能源考慮關閉該發電廠，因為其已超出原先的設計壽命，老舊的機組已不符合成本效益。沃旭能源於2017年9月完成溫德比離岸風力發電廠退役，從啟用到退役溫德比離岸風力發電廠總共產出243GWh（2.43億度）的電力，退役後風力發電機的葉片被回收成隔音屏障。

## 設備
溫德比離岸風力發電廠的設備由紅利能源供應11台B35/450-450kW風力發電機，其發電量約可供應2,200戶家庭使用。其採用與鑽井平台相同的油漆，並藉由空調控制發電機機艙內的濕度，已符合在海上的環境，從而延長了設備的使用壽命。

### 發電機組
| 風力發電機類型                    | 風力發電類型 | 機組數量 | 裝置容量（MW） | 商轉日期 | 狀態   |
| --------------------------------- | ------------ | -------- | -------------- | -------- | ------ |
| 紅利能源製B35/450-450kW風力發電機 | 離岸風力發電 | 11       | 4.95MW         | 1991年   | 已退役 |